# Tocco (copricapo)
Il tocco è un berretto rotondo senza tesa né falde generalmente usato come contrassegno di dignità, rango sociale o mestiere.

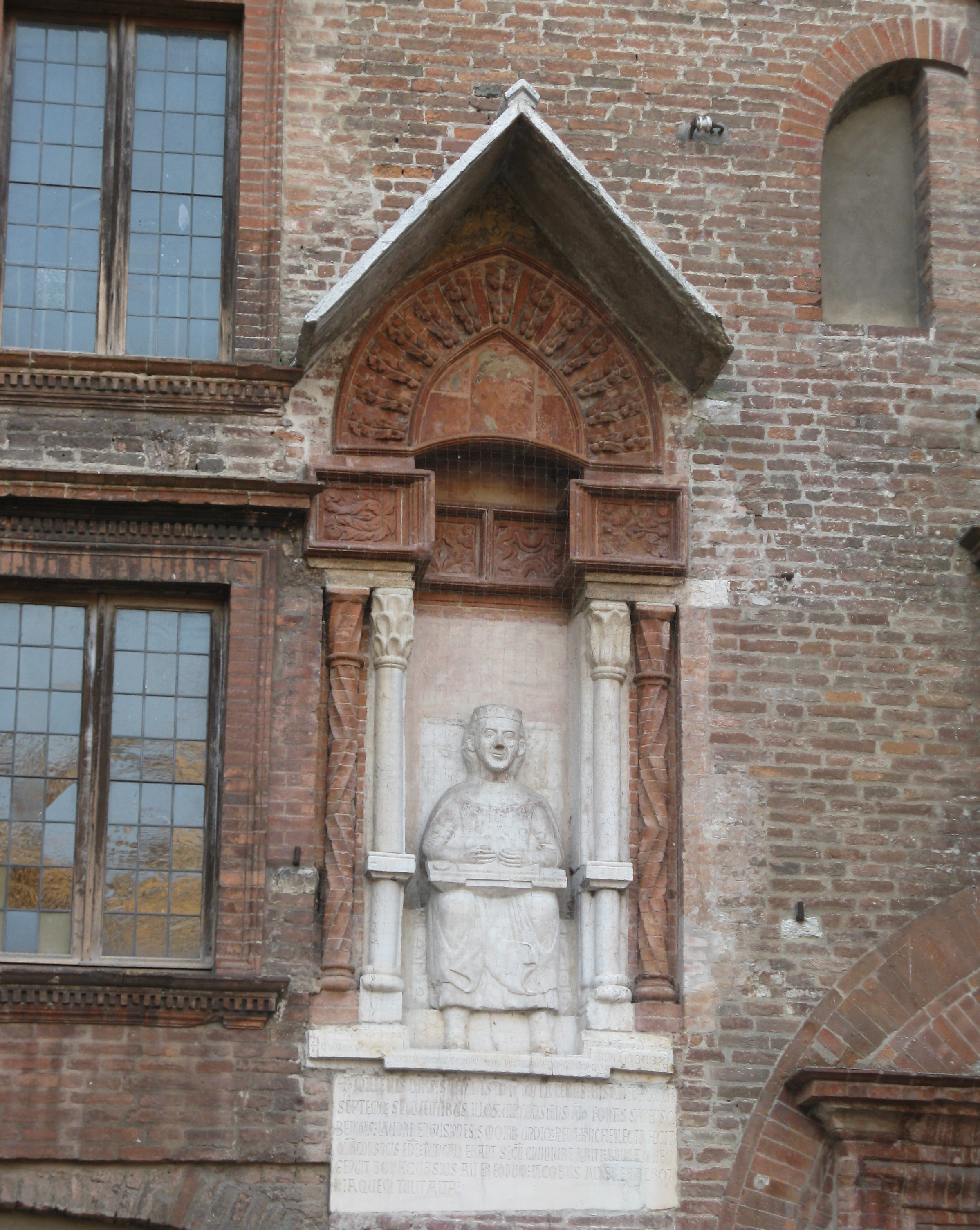
Mantova, Statua di Virgilio in cattedra, con il tocco in testa. XIII secolo.

## Giustizia
Il tocco è il copricapo che viene indossato insieme alla toga dalle categorie che vestono tale abito nelle occasioni ufficiali.
Sin dall'età dell'assolutismo il tocco viene tradizionalmente indossato dai giudici, procuratori ed avvocati nei paesi di diritto continentale. Nella Francia dell'Ancien Régime questo berretto era così caratteristico da dare il nome ad una carica giudiziaria, il président à mortier (mortier è il nome francese del tocco dei giuristi).
In Italia, il tocco forense è realizzato in tessuto di colore nero e si compone di una base cilindrica rigida, e di una parte superiore floscia, composta da otto spicchi e coronata da un pompon.
Per quanto riguarda materiali e decorazioni atte a distinguere la funzione e il grado di colui che lo indossa, la foggia del tocco è regolata per magistrati e cancellieri dagli artt. 158-160 del regio decreto 2641/1865 (regolamento generale giudiziario)  e per gli avvocati dall'artt. 104-105 del regio decreto 1683/1926 (regolamento forense):
Limitandosi alle cariche e funzioni tuttora in vigore, la foggia del tocco di avvocati, magistrati e cancellieri è definita come segue:
- tribunali e procure delle repubblica:
  - giudici e sostituti procuratori: tocco in seta con un cordone d'argento;
  - vice-presidente: tocco in seta con un gallone d'argento;
  - presidente e procuratore della Repubblica: tocco in seta con due galloni d'argento
  - cancelliere: tocco di seta con un cordone di seta;
- corti d'appello e procure generali presso le corti d'appello:
  - consiglieri e sostituti procuratori generali: tocco in velluto con un cordone d'oro;
  - presidenti di sezione e avvocati generali: tocco in velluto con un gallone d'oro;
  - presidente e procuratore generale: tocco in velluto con due galloni d'oro;
  - cancelliere: tocco di velluto con un cordone di seta;
- Corte di cassazione e Procura generale presso la Corte di cassazione:
  - consiglieri e sostituti procuratori generali: tocco in velluto con un gallone d'oro;
  - presidenti di sezione e avvocati generali: tocco in velluto con due galloni d'oro;
  - primo presidente e procuratore generale: tocco in velluto con tre galloni d'oro;
  - cancelliere: tocco di velluto con un filetto d'oro;
- avvocati
  - non membri di consiglio dell'ordine: tocco in seta con una fascia di velluto nero;
  - membri di consiglio dell'ordine: tocco in seta con un cordoncino d'oro misto a seta nera (nella proporzione di 2/3 e 1/3);
  - presidenti di consiglio dell'ordine:
    - di città non sede di corte d'appello: tocco in seta con un gallone d'oro portante nel mezzo un cordoncino d'oro misto a seta nera (nella proporzione di 2/3 e 1/3);
    - di città sede di corte d'appello: tocco in seta con due galloni d'oro portanti ciascuno nel mezzo un cordoncino d'oro misto a seta nera (nella proporzione di 2/3 e 1/3);

  - membri del Consiglio nazionale forense:  tocco in seta con due galloni d'oro portanti ciascuno nel mezzo un cordoncino d'oro misto a seta nera (nella proporzione di 2/3 e 1/3);
  - presidente del Consiglio nazionale forense: tocco in seta con tre galloni d'oro portanti ciascuno nel mezzo un cordoncino d'oro misto a seta nera (nella proporzione di 2/3 e 1/3).

Per quanto riguarda l'uso, il tocco, prevalentemente portato i occasioni cerimoniali, non viene indossato dal magistrato in udienza (rimanendo invece appoggiato sul banco) se non per segnalare il compimento di atti particolari: l'art. 111 regio decreto 2641/1865, infatti, prevede che i magistrati del pubblico ministero soltanto nel formulare le conclusioni al termine dell'udienza, e il giudice solo nel pronunciare sentenza penale, parlino in piedi e a capo coperto.  In ogni caso il tocco dei componenti o presidenti del consiglio dell'ordine degli avvocati o del Consiglio nazionale forense, in forza dell'art. 105, ultimo comma, regio decreto 1683/1926 viene utilizzato solo nelle cerimonie ufficiali e nelle udienze del Consiglio nazionale forense, essendo normalmente utilizzato il tocco fregiato di velluto.

## Università

Franco Rasetti, Enrico Fermi ed Emilio Segrè con il tocco accademico

Il tocco accademico, unitamente alla toga, costituisce, in ambito universitario, parte dell'abbigliamento accademico. Esso assume forme diverse secondo i paesi e le università. Esso è realizzato in tessuto dello stesso colore della toga (generalmente nero) e si compone di una base cilindrica rigida, e di una parte superiore in forma quadrata, più o meno estesa in verticale. In alcuni atenei esso è coronato da un pompon, sovente del colore proprio della facoltà o della disciplina del docente che lo indossa. Tale copricapo viene indossato dai professori universitari e talvolta, soprattutto nei paesi anglosassoni, dai laureandi.

## Araldica

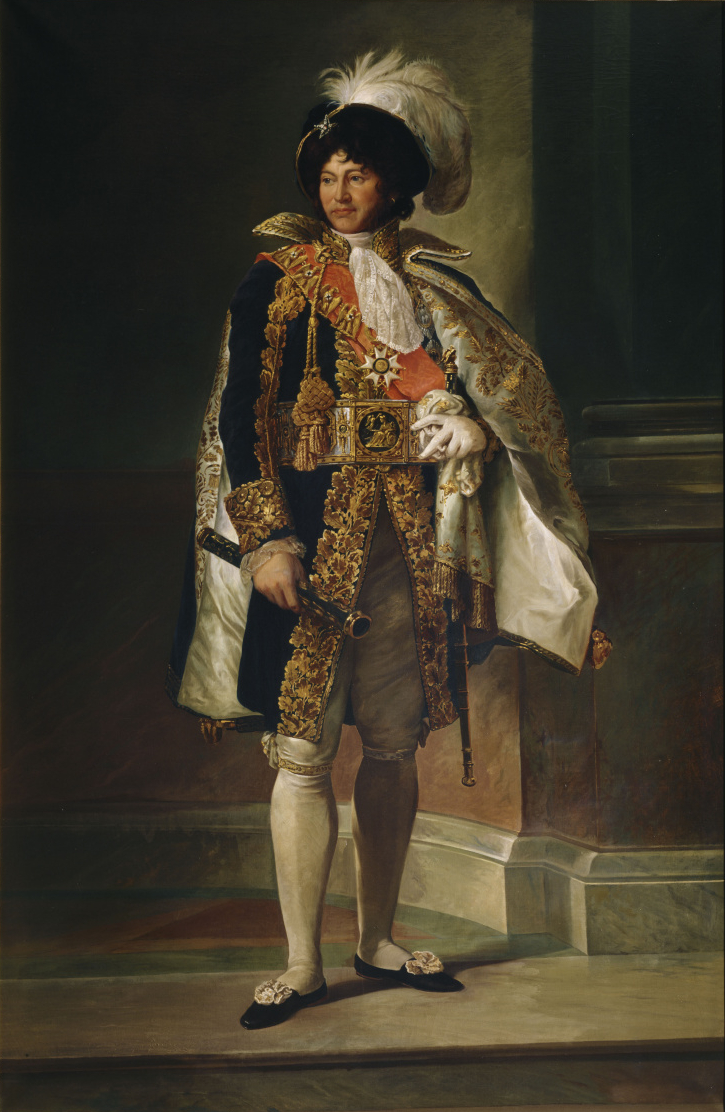
Gioacchino Murat con il tipico costume di corte da Principe del Primo Impero francese, che comporta il tocco piumato

In araldica il tocco è la berretta di velluto indossata dai sovrani, e in alcuni paesi anche dall'alta nobiltà, alternativamente alla corona, oppure internamente ad essa.
Nel Sacro Romano Impero e successivamente nella Confederazione Germanica portavano il tocco i principi elettori, gli arciduchi, i duchi, i principi ed i conti illustrissimi. Il tocco consisteva in una berretta senza corona di velluto rosso bordata d'ermellino.
I principi russi usavano un tipo di tocco mutuato da quello dei principi tedeschi
I grandi di Spagna possono indossare un tocco rosso dentro la corona di rango
Analogamente, i pari di Gran Bretagna indossano un tocco rosso dentro la corona
Nell'araldica dell'Impero francese tocchi neri sostituivano le corone, considerate tipiche dell'Ancien Régime.
Il rango era distinto dal numero di piume di struzzo bianche sul tocco: una per i cavalieri, tre per i baroni, cinque per i conti, sette per i duchi e i principi.
Dopo la Restaurazione del 1814 anche i pari di Francia vestirono un tocco, in questo caso blu, dentro la corona di rango
Infine nei Paesi Bassi e in Belgio portano un tocco rosso dentro la corona i principi e i duchi.

## Altri usi
Un'altra categoria che porta un tipo di tocco come copricapo caratteristico sono i cuochi, che portano la caratteristica Toque blanche.
Per estensione si chiama tocco un cappello femminile cilindrico basso, tipicamente di pelliccia.